# Lag (informatica)
Lag, nelle telecomunicazioni, è un termine utilizzato per indicare con connotazione negativa tutti quei fenomeni di latenza che si presentano con intensità notevole, o in molti casi eccessiva, influenzando l'esperienza utente in maniera negativa.
L'uso del termine è principalmente diffuso in ambienti legati al gioco online. Si incorre spesso in questa criticità quando non si ha banda, che sia Wi-Fi o mobile, oppure semplicemente poiché si hanno problemi di connessione con il server di riferimento.
La parola significa "ritardo" in inglese, ma LAG coincide anche con l'abbreviazione dei termini LAtency Gap, che indicano sempre una differenza (gap) causata da latenza delle informazioni (latency). L'origine del termine non è sicura in quanto fa parte del gergo inglese.

## Utilizzo
In particolare il lag è considerato un fenomeno estremamente fastidioso nel caso si verifichi durante LAN-party o in generale durante una partita multiplayer. Questo poiché nel caso in cui il tempo di comunicazione fra due computer sia molto alto (oltre i 300 ms), l'esperienza di gioco può divenire frustrante: si possono verificare fenomeni quali vistosi scatti delle immagini su schermo o, nei casi più gravi, errori di connessione tra i due computer.
Si parla di lag anche relativamente a IRC o altri sistemi di chat: quando infatti il server dovesse avere problemi di connessione, per esempio per un sovraccarico di banda o per un attacco DoS, esso invia i dati con ritardo ai client o agli altri server cui è connesso. Di conseguenza i messaggi e gli elementi multimediali convogliati al canale, o ai singoli utenti, arriveranno in ritardo, perdendo la caratteristica fondamentale delle IRC: l'istantaneità.
Viene considerato lag anche il ritardo dovuto al decadimento di prestazioni delle memorie flash NAND che si manifesta nei dispositivi che le utilizzano, in particolare gli smartphone.